# Илирски љутић
Илирски љутић (лат. Ranunculus illyricus) је европски припадник фамилије љутића Ranunculaceae, жутих цветова карактеристичних за фамилију. Лако се препознаје по сребрнастој боји стабљике и листова, захваљујући длакама које их прекривају.

## Опис врсте
Ranunculus illyricus (илирски љутић) је вишегодишња биљка са многобројним, кратким, двојаким, јајасто задебљалим и жиличастим кореновима. Стабљика је висине до 50 цм, усправна, витка, може бити граната или не. Цела биљка је покривена приљубљеним сребрнасто сивим, пустенастим длакама. Приземни листови су са дугом лисном дршком. Најнижи могу да буду цели, ланцетасти, а остали троделни. Режњеви су углавном поново дељени у два до три режња, односно седам до осам режњића. Режњеви су линеарно ланцетасти, шиљати. Листови на горњем делу стабљике су трорежњевити, а највиши су недељени, линеарно ланцетасти. Цветови су усправни, широки до 3 цм, блештаво светложути. Чашични листићи су узано јајастог облика, шиљати, густо покривени сребрнасто сивим длакама, за време цветања су наниже савијени. Углавном их има пет. Крунични листићи су дуги до 15 мм, дужи од чашичних, широко обрнуто јајасти, до готово округли, са нектаријом на широком нокатцу. Цветна ложа је гола, јајаста до ваљкаста. Плодови су многобројни, дуги до 3 мм, бочно спљоштени, а површине којима се додирују су тачкасте. Кљун плода је шиљат, прав, за половину краћи од плода.Цвета од маја до јуна.

## Угроженост и заштита врсте
У многим земљама је у опасности од изумирања и требало би предузети мере заштите. У Србији се налази на листи Строго заштићених дивљих врста биљака, животиња и гљива.
Да би се повећала ефикасност оваквих мера, неопходно је познавати методе размножавања и проценити њихову ефикасност. Илирски љутић се размножава генеративно семеном и вегетативно кртолицама. Генеративна репродукција је показала многа ограничења, укључујући заметање плодова, капацитет клијања семена и стопу преживљавања расада, при чему је прва цветајућа биљка примећена тек у трећој години. Досадашња истраживања покузују да ефикасност вегетативног размножавања ове врсте може бити већа од ефикасности генеративног размножавања. Прецизније, биљке добијене вегетативним размножавањем су цветале у првој години након ницања, за разлику од биљака добијених генеративним размножавањем. Иако велики број јединки вегетативног порекла може негативно да утиче на генетску разноврсност популације, њихова стопа преживљавања у односу на конкурентске биљке је већа. Да би се побољшале постојеће популације или створиле нове, најбоље би било користити биљке добијене клонским размножавањем, које се спроводи у ex situ условима.

## Станиште
Може се наћи на сувим, песковитим местима, на осунчаним брежуљцима, на утринама, пашњацима, у шикарама.

## Распрострањење у Србији
Околина Суботице, Фрушка гора, Делиблатска пешчара, Вршачки брег, Кусић, Пожежена, Винце, Усје, Градиште, Кладово, Радујевац, Ртањ, Стол код Бора, Сврљишке планине, Сићевачка клисура, Сува планина, Видлич, Басара, Рујан, Прешево, Липљане.

## Галерија
- Цвет
- Станиште
- Хабитус